# Kuvasz
Il kuvasz è una razza canina ungherese riconosciuta dalla FCI (standard n. 54, gruppo 1, sezione 1).

## Storia
Secondo alcuni studiosi della razza sarebbe stato importato dai popoli ungarici nomadi primitivi, durante una delle loro migrazioni, o, secondo altri, arrivò nel massiccio dei Carpazi dai Cumani, popolo di pastori nomadi di lingua turca, originario dei territori a nord del Mar Nero, arrivato in Ungheria nel corso del XIII secolo sotto la pressione dei Mongoli che attaccavano costantemente la zona. Le origini del Kuvasz devono dunque essere ricollegate ai cani da pastore originari dell'Oriente principalmente dal mastino del Tibet dal quale discendono tantissime razze oggi esistenti. Nel XV secolo, il re Mathias I utilizzò il Kuvasz per la caccia, andando contro le sue ottime capacità di pastore. Fino al XIX secolo fu utilizzato come cane da guardia nelle greggi e si dimostrò un validissimo apporto. In seguito fu impiegato quasi esclusivamente alla guardia delle grandi proprietà (Kavas significa infatti sentinella). Al di fuori dell'Ungheria il suo allevamento all'estero resta poco sviluppato, tranne che negli Stati Uniti.

## Descrizione
La coda è inserita bassa, arriva fino al garretto. L'estremità si ripiega verso l'alto. L'unico colore ammesso è il bianco. Il pelo è corto, diritto, chiuso, fitto sulla testa e sulla parte anteriore degli arti. Su tronco, braccio, gamba e coda è lungo e ampiamente ondulato e forma sovente creste e ciuffi. È abbastanza ruvido, un po' rigido, mai feltrato. Il sottopelo è fine e lanoso. Gli occhi sono obliqui, a mandorla, di colore bruno scuro. Le orecchie sono a forma di “V”. inserite alte e portate leggermente discoste dal cranio nel terzo superiore, per poi ricadere piatte e ben aderenti ai lati del cranio. La testa, nella sua totalità, denota nobiltà e forza. Il cranio è di lunghezza media e di notevole lunghezza. La sua sommità è larga. Il muso si restringe verso il tartufo senza appuntirsi. Lo stop è poco accentuato; canna nasale diritta. In Italia è spesso erroneamente confuso con il pastore maremmano.

## Cure
Per quanto riguarda la salute è un cane piuttosto rustico e molto resistente, il quale non dà problemi particolari nemmeno durante la crescita. Le sue dimensioni non ne consentono la vita in casa o in appartamento. Il suo pelo va regolarmente spazzolato e tenuto pulito.